# Principi d'intercanvi de Locard

En ciència forense, el principi de Locard sosté que l'autor d'un crim portarà alguna cosa a l'escena del crim i sortirà amb alguna cosa d'ell, i que tots dos es poden utilitzar com a proves forenses . El doctor Edmond Locard (1877–1966) va ser un pioner de la ciència forense que va ser conegut com el Sherlock Holmes de Lió, França. Va formular el principi bàsic de la ciència forense com: "Tot contacte deixa un rastre". Generalment s'entén com "amb contacte entre dos elements, hi haurà un intercanvi". Paul L. Kirk va expressar el principi de la següent manera:
Allà on trepitgi, el que toqui, el que deixi, fins i tot inconscient, servirà de testimoni silenciós contra ell. No només les empremtes dactilars o les petjades, sinó els cabells, les fibres de la roba, el vidre que trenca, la marca d'eina que deixa, la pintura que ratlla, la sang o el semen que diposita o recull. Tot això i més, donen testimoni mut contra ell. Aquesta és una evidència que no oblida. No es confon amb l'emoció del moment. No està absent perquè hi són testimonis humans. És una prova de fet. L'evidència física no pot estar equivocada, no pot perjurar, no pot estar totalment absent. Només el fracàs humà per trobar-lo, estudiar-lo i entendre-lo, pot disminuir-ne el valor.
L' evidència fragmentària o traça és qualsevol tipus de material deixat (o extret d') en l'escena del crim, o el resultat del contacte entre dues superfícies, com ara les sabates i el revestiment del terra o la terra, o les fibres d'on algú s'asseia en una cadira entapissada.
Quan es comet un delicte, cal recollir proves fragmentàries (o rastres) de l'escena. Un equip de tècnics especialitzats de la policia acudeix al lloc del crim i el tanca. Graven vídeo i prenen fotografies de l'escena del crim, de les víctimes (si n'hi ha) i dels elements de prova. Si és necessari, fan exàmens balístics. Comproven les empremtes de peus, sabates i pneumàtics, a més de cabells, així com examinen els vehicles i comproven les empremtes dactilars, senceres o parcials.

## Casos famosos
Els estudis de cas següents mostren la prevalença del principi d'intercanvi de Locard en tots i cadascun dels delictes. Els exemples que utilitzen el principi de Locard mostren no només com la transferència de proves de traça pot explicar la història del que ha passat, sinó també quanta cura cal a l'hora de recopilar i avaluar proves de traça.

### Els assassinats dels nens de Weimar
Karola i Melanie Weimar, de 5 i 7 anys, vivien amb els seus pares, Reinhard i Monika, a Alemanya. Van ser denunciats com a desapareguts el 4 d'agost de 1986. Els seus cossos van ser trobats el 7 d'agost. Havien estat assassinats.
La Monika va dir primer que els nens esmorzaven i després van anar a un parc infantil. Tres setmanes després va dir que ja estaven morts quan va tornar a casa la nit anterior: Reinhard estava assegut a la vora del llit de Karola, plorant i confós; després va disposar dels cossos.
Els dos pares eren sospitats, però la Monika estava tenint una aventura, i més tard es va veure on es va trobar el cos de Melanie. Va ser condemnada, i després de complir la seva condemna, va ser posada en llibertat el 2006.
Els investigadors van determinar quina roba portava la Monika els dies 3 i 4 d'agost, però no la de Reinhard, de manera que només es van identificar fibres de la seva roba als cossos dels nens, però també van estar en contacte constant amb ell.

### El cas Westerfield-van Dam
Danielle van Dam, de 7 anys, vivia amb els seus pares i germans a San Diego, Califòrnia. Va ser denunciada com a desapareguda el 2 de febrer de 2002; el seu cos va ser descobert el 27 de febrer. El veí David Westerfield va ser sospitat gairebé immediatament, ja que havia anat a acampar a la seva caravana, i va ser condemnat pel segrest d'ella.
Es van trobar pèls compatibles amb el gos de Van Dams a la seva caravana, també fibres de catifes consistents amb la catifa del dormitori de Danielle. El ritual nocturn de la Danielle era lluitar amb el gos després de posar-se el pijama. L'acusació va argumentar que aquests pèls i fibres van arribar al seu pijama a través d'aquest contacte, i després van ser portats amb el pijama primer a la casa de Westerfield i després al seu RV, quan la va segrestar del seu llit. L'escenari alternatiu és que es van posar amb la seva roba de dia, i la de la seva mare i el seu germà petit, i els van portar a casa seva quan el van visitar a principis d'aquella setmana venent galetes. Va dir que la seva bugaderia estava fora d'aquella visita, de manera que podrien haver-hi traçat proves i després l'haurien traslladat al seu dormitori i al seu RV (transferència secundària de Locard). A més, el seu RV estava sovint aparcat, de vegades desbloquejat, als carrers del barri, de manera que Danielle podria haver-se colat dins, deixant enrere aquestes proves.
No es va trobar cap rastre de Westerfield a la casa de Van Dam.
Al seu entorn es van trobar 14 pèls compatibles amb els de Danielle. Tots menys un es van comparar només amb ADN mitocondrial, de manera que podrien haver vingut de la seva mare o d'un germà. La majoria (21) dels cabells estaven en una bola de pelussa de l'assecadora a la seva paperera, de manera que potser s'haurien introduït a la seva bugaderia abans del segrest.
Hi havia 5 fibres de catifes a la seva caravana, però cap a casa seva, cosa que suggereix que les va dipositar algú que anava directament des de casa seva a la seva caravana, o potser provenien d'una altra casa d'aquesta urbanització.
No es va informar de pijames ni de fibres de llit de Danielle al seu entorn. No hi havia cap evidència al seu SUV (que posa en dubte la creença que va ser transportada de casa seva a la seva caravana al seu SUV). Va aspirar la seva caravana després del segrest, però no hi havia cap evidència a l'aspiradora.
Una fibra taronja amb el seu cos era coherent amb unes 200 a casa seva i 20 al seu SUV (cap al seu RV), mentre que 21 fibres blaves amb el seu cos eren coherents amb 10 a casa seva i 46 al seu RV (cap al seu SUV).). Contràriament als informes dels mitjans, només es van provar alguns articles de casa seva, de manera que no es poden excloure com a font. En particular, la roba de Danielle i la seva família durant la venda de galetes no es va determinar i eliminar. Aparentment, hi havia dos tipus diferents de fibres taronges, apagades i molt brillants (per tant, el nombre que coincideix podria haver estat molt inferior a 200). Hi havia fibres vermelles amb les ungles, i moltes altres fibres amb el seu cos, que no es podien equiparar amb el seu entorn. L'únic pèl que no era Danielle que es va trobar amb el seu cos no va ser el seu, ni es va informar de cap sorra del desert amb el cos, i no es va informar de terra o vegetació de l'abocador a les seves sabates, a la bugaderia, a la pala o a la caravana.
Per explicar per què faltaven tantes proves esperades, la fiscalia va argumentar que va fer un frenesí de neteja i va llançar proves.

## Aplicació en la Seguretat de la Informació
El principi de Locard també s'aplica a la informàtica forense, on cometre un delicte cibernètic farà que es deixi un rastre digital.